# Batrachedra filicicola
Batrachedra filicicola là một loài bướm đêm thuộc họ Batrachedridae. Nó được tìm thấy ở New Zealand.
Sải cánh dài khoảng 8 mm. 